# Palline micramyla
Palline micramyla је пуж из реда Stylommatophora и фамилије Charopidae. 

## Угроженост
Подаци о распрострањености ове врсте су недовољни.

## Распрострањење
Микронезија је једино познато природно станиште врсте.

## Станиште
Врста Palline micramyla има станиште на копну.